# Monastère Notre-Dame-d'Ibérie de Donetsk
Le monastère Notre-Dame-d'Ibérie est un monastère orthodoxe féminin situé à Donetsk dans le Donbass (partie ukrainienne orientale russophone). Il dépend de l'Église ukrainienne du patriarcat de Moscou et de l'éparchie de Donetsk et Marioupol. Il doit son nom à l'icône de Notre-Dame-d'Ibérie. Le monastère se trouve au nord de la ville de Donetsk, près de l'aéroport.

## Historique

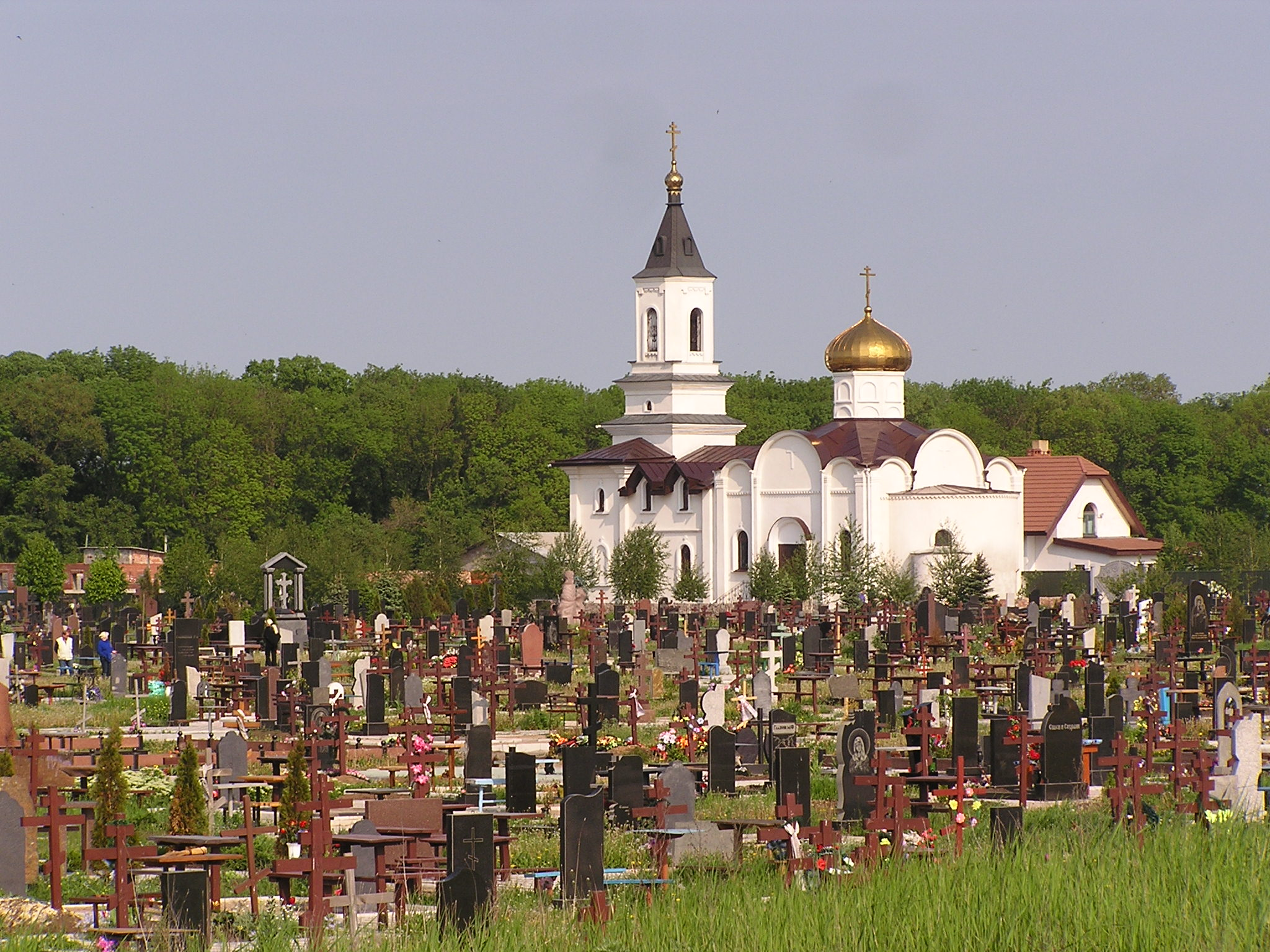
Le cimetière et l'église Notre-Dame-d'Ibérie

Le monastère a ouvert en décembre 2001 en tant que filiale du monastère féminin Saint-Nicolas de Nikolskoïe (village de l'oblast de Donetsk). En décembre 2002, le monastère prend son autonomie.
À la fin du mois de janvier 2015, le monastère est pris sous les bombardements d'artillerie entre les opposants autonomistes et les forces gouvernementales de Kiev. Il est détruit par les bombes des milices ukrainiennes pro-gouvernementales, le 23 janvier 2015. Seuls les murs tiennent encore debout, la toiture de l'église et celle du bâtiment conventuel sont entièrement anéanties, ainsi que l'intérieur.

## Description
Le monastère consiste en une église avec un clocher, le corps de bâtiment abritant les sœurs et l'hôtellerie pour les retraitantes. Il y a également un verger et un potager, ainsi qu'un champ de culture dont les semences ont été offertes par le jardin botanique de Donetsk. L'église abrite une reproduction de l'icône de Notre-Dame-d'Ibérie apportée ici en 1999.